# Mamert
Mamert – imię męskie pochodzenia italskiego. Wywodzi się od oskijskiego lub sabińskiego wariantu imienia boga Marsa – Mamers, który w przypadkach zależnych (np.  Mamertis) miał temat Mamert.
Patronem tego imienia jest św. Mamert, biskup Vienne nad Rodanem, brat Mamerta Klaudiusza, poety i teologa.
Mamert imieniny obchodzi: 11 maja.
Znane osoby noszące imię Mamert:
- Mamert Dłuski – generał brygady
- Mamert Stankiewicz – kapitan polskiej marynarki handlowej, słynny „Znaczy Kapitan”
- Władysław Mamert Wandalli – mistyfikator z okresu II RP, podający się za uczestnika powstania styczniowego (zm. 1942)

Zobacz też:
- Saint-Mamert
- Saint-Mamert-du-Gard

Żeński odpowiednik: Mamerta